# Pałac w Węgierkach
Pałac w Węgierkach – zabytkowy pałac w Węgierkach, w powiecie wrzesińskim, w województwie wielkopolskim.
Pałac o elementach neoklasycystycznych zbudowany w II połowie XIX wieku (ok. 1890). W tym budynku znajdowała się biblioteka oraz szkoła podstawowa. Obecnie obiekt jest podzielony na mieszkania. W latach 2011–2012 został przeprowadzony remont elewacji pałacu.
Park krajobrazowy o powierzchni około 3,06 ha został założony w XIX wieku.

## Galeria

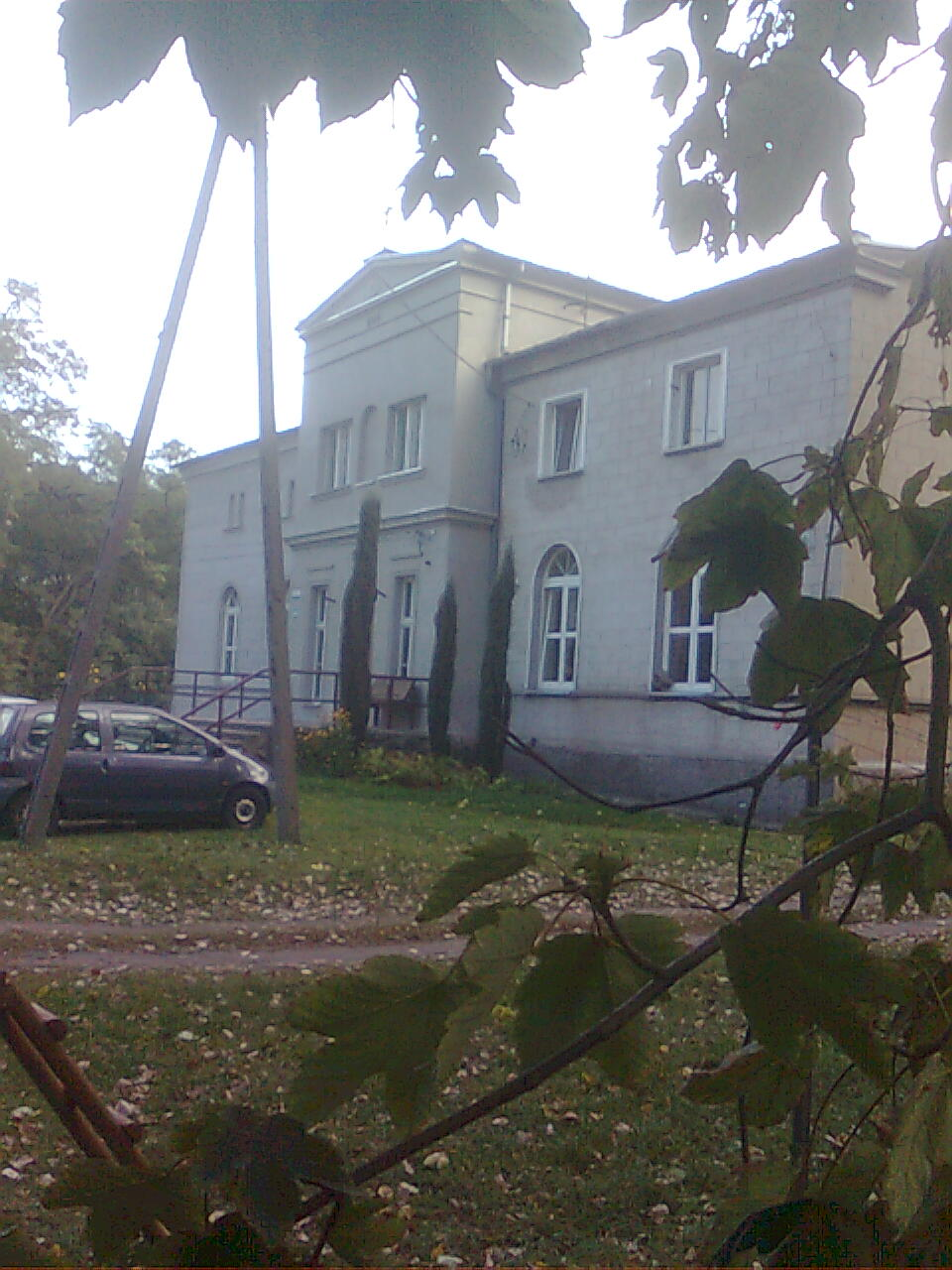
Strona zachodnia pałacu
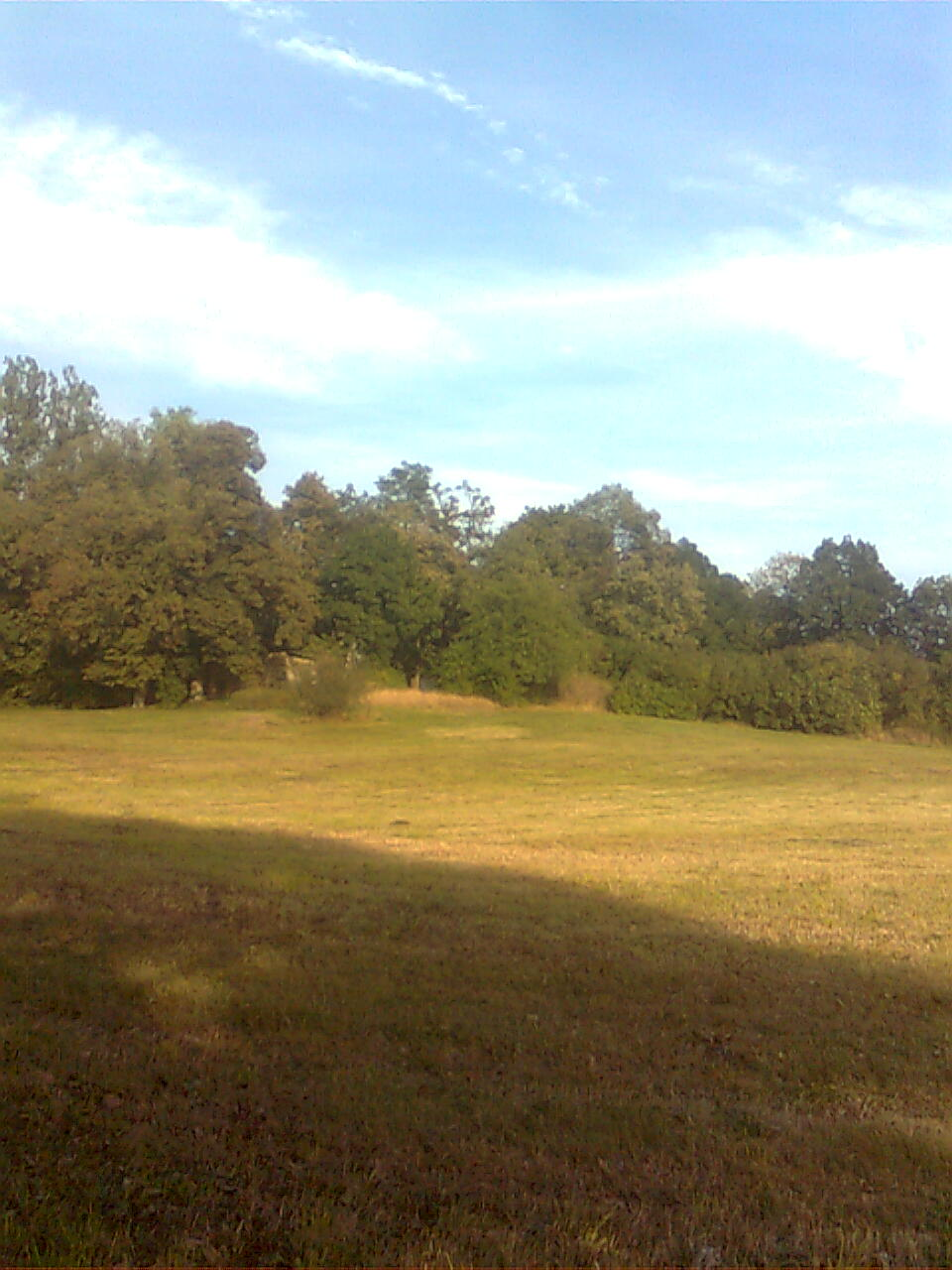
Park przy pałacu
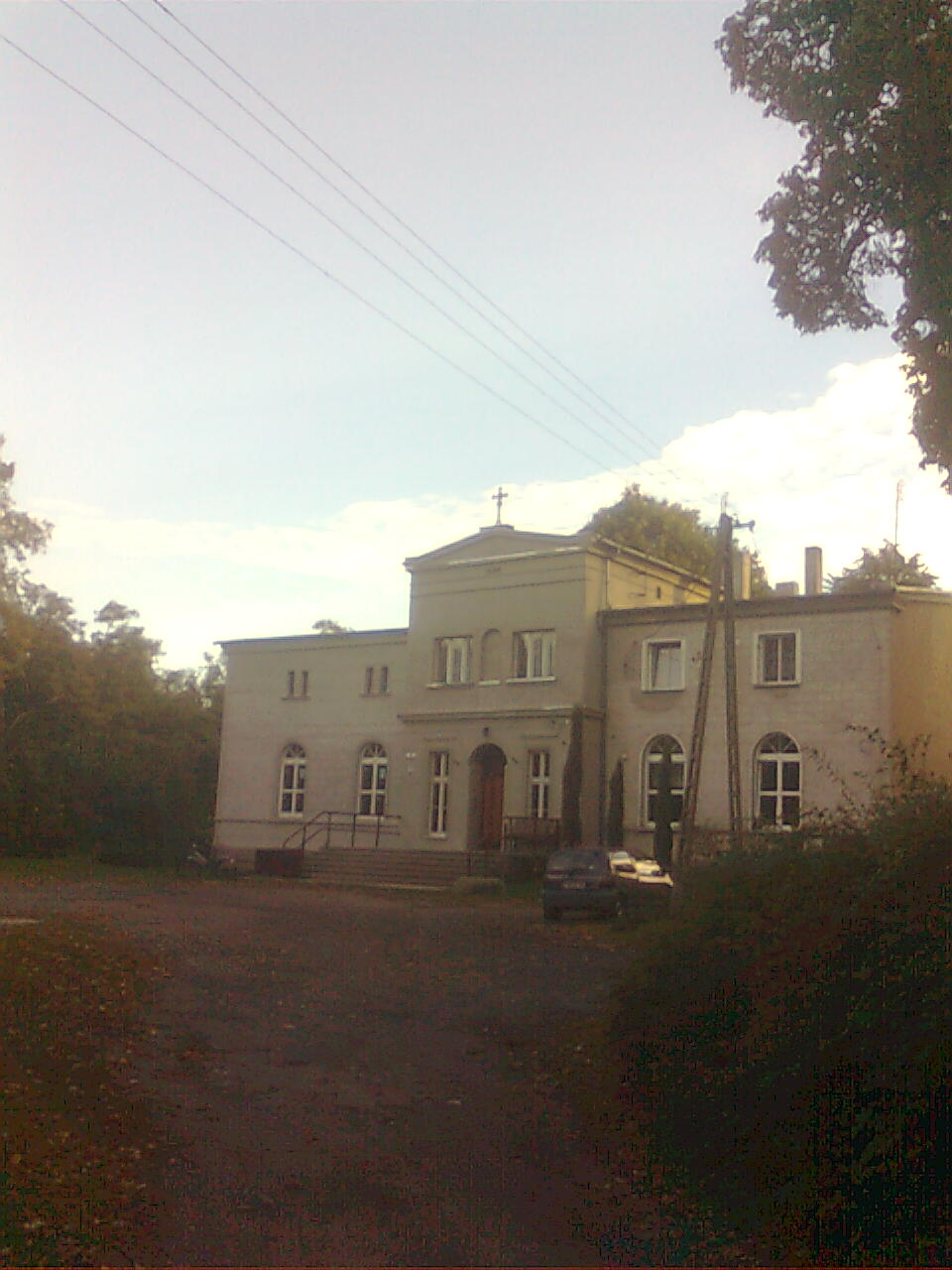
Elewacja frontowa